# Asticta pallida
Asticta pallida är en fjärilsart som beskrevs av Bang-haas 1907. Asticta pallida ingår i släktet Asticta och familjen nattflyn. Inga underarter finns listade i Catalogue of Life.